# Kubo Mamoru
Kubo Mamoru (japanisch 久保 守; geboren 27. Februar 1905 in Sapporo (Präfektur Hokkaidō); gestorben 29. November 1992) war ein japanischer Maler im Yōga-Stil.

## Leben und Wirken
Kubo Mamoru studierte Malerei unter Umehara Ryūzaburō in der Abteilung für Westliche Malerei an der „Tōkyō bijutsu gakkō“ (東京美術学校), einer der Vorläufereinrichtungen der heutigen Universität der Künste Tokio, und machte dort 1929 seinen Abschluss. 1930 ging er für ein Jahr nach Paris und bildete sich an der Académie de la Grande Chaumière weiter und fertigte Kopien von Gemälden im Louvre an.
Von 1937 bis 1972 war Kubo Mitglied in der Künstlervereinigung „Kokugakai“ (国画会). Ab 1944 unterrichtete er an seiner Alma Mater, wurde Assistenzprofessor und wirkte von 1966 bis 1967 als Professor. Ab 1948 stellte er in der Ausstellungsreihe „Kokusai keizō ten“ (国際形象展) aus.
Das Nationalmuseum für moderne Kunst Tokio besitzt das Gemälde „Hana-moyō no isu“ (花模様の椅子) – „Stuhl mit Blumenmuster“ aus dem Jahr 1962.     
Weitere Bilder sind „Pari San-Misheru hashi“ (巴里サン・ミシェル橋) – „Paris Pont Saint-Michel“ und „Zankyō“ (残響) – „Nachhall“.
Kubo verfasste eine Erinnerung an Renoir unter dem Titel „Runowāru no tsuioku“ (ルノワールの追憶).